# Solstickan
Solstickan je švedska dobrotvorna zaklada utemeljena 1936. godine kako bi pomogla potrebitu djecu. Upravni odbor zaklade imenuje Švedska vlada. Zaklada novac prikuplja prodajom šibica i upaljača Solstickan koji su tijekom vremena postali najprodavanija vrsta šibica u Švedskoj. Prepoznatljivu sliku na šibicama je 1936. godine načinio umjetnik Ture Nerman i prikazuje njegovog sina.
Danas najveći dio novca zaklade Solstickan odlazi za znanost i istraživanje dječjih bolesti.

## Vanjske poveznice
- Službena stranica zaklade Solstickan